# Ахоспирели, Беглар
Беглар Ахоспирели (груз. ბეგლარ ახოსპირელი, настоящие имя и фамилия — Беглар Бегларович Бегларидзе, 22 октября (3 ноября) 1880 года, Телави — 26 апреля 1921 года) — грузинский поэт и драматург.

## Биография
Как актёр выступил в 1900-х гг. Играл эпизодические роли. Тогда же начал публиковаться. Писал водевили. Перевёл на грузинский язык некоторые произведения Горького (пьеса «На дне» в 1908 году была поставлена Театром артистического общества).

## Память

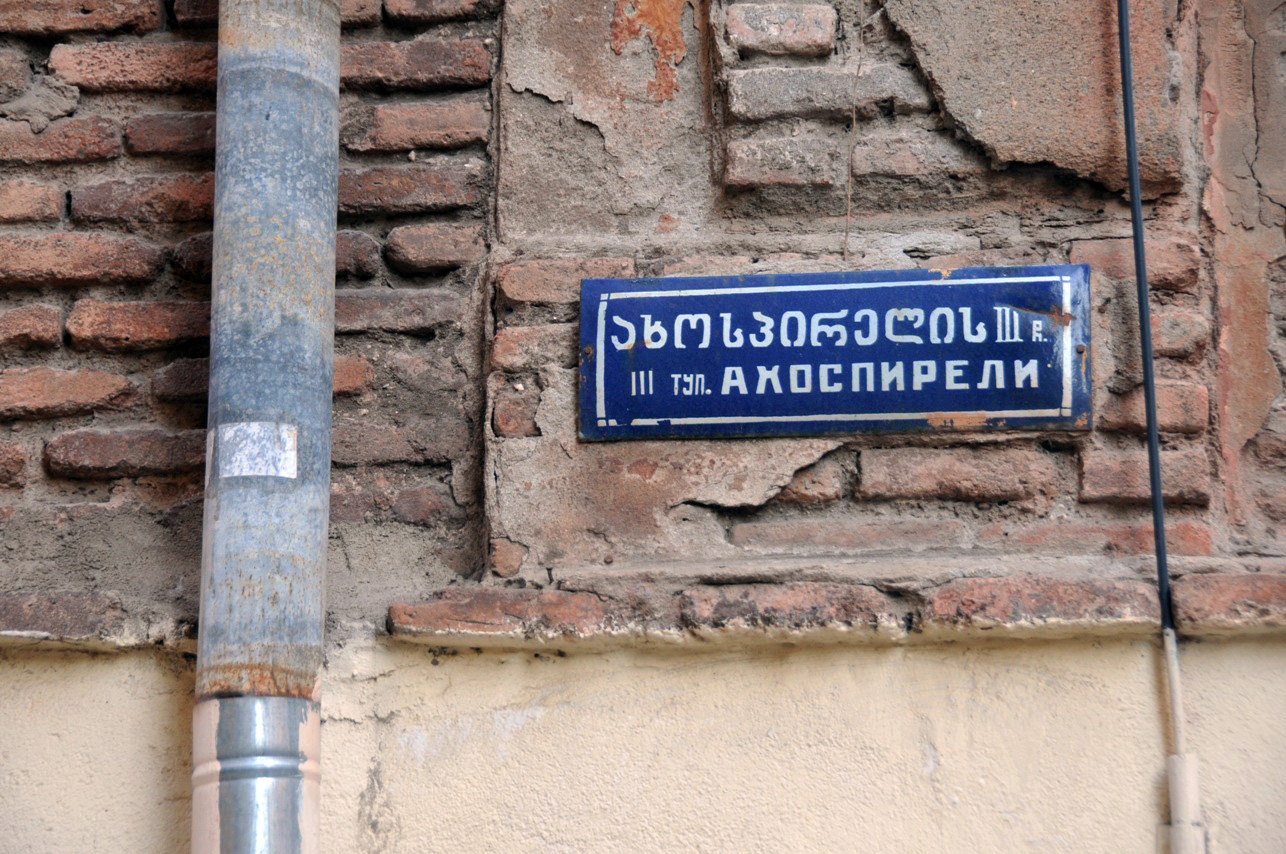

Именем Ахоспирели названа улица в Тбилиси и несколько мелких переулков.